# 阿尔法·罗密欧C42
阿尔法·罗密欧C42是由愛快·羅密歐車隊设计和制造的一级方程式赛车，是2022年世界一级方程式锦标赛阿尔法·罗密欧車隊的比賽用車。賽車由周冠宇和瓦尔特里·博塔斯驾驶，他們都是第一年為車隊效力。賽車是阿尔法·罗密欧車隊在2022年技術規則下的第一款賽車。 C42在2022年巴林大獎賽中首次參賽。

## 背景資料

### 研發
新一代技術規則原定於2021年賽季推出。但是，由於2019冠状病毒病疫情，規則被推遲到至2022年推出。因此，從2020年3月28日至2020年12月31日，所有新一代賽車的開發都暫停了。

### 命名
C42的上一代賽車是C41，而C41的上一代賽車是C39。為迎接原本在2021賽季推行的新規則，新一代賽車在內部分配了C40的名稱。由於2019冠状病毒病疫情原本在2021賽季推行的新規則被推遲時，根據臨時規定車隊必須基於C39而開發一款進化版的賽車C41。然而，在新規則賽車揭幕之前，阿爾法羅密歐表示賽車不會使用C40代號，而是使用C42代號，以避免可能造成混淆的“C39、C41、C40”的順序。

### 塗裝
C42的塗裝仍然由阿爾法羅密歐設計，其標誌位於引擎蓋上的車手編號下方。與從C37開始的以前的賽車相比，塗裝的設計完全不同。塗裝的設計受到1979年至1982年間使用的阿爾法羅密歐賽車啟發；特別是在“182”處。塗裝基本上是紅色的，它被一條白色的斜帶分成兩部分。放置阿爾法羅密歐標誌的頭翼塗上了白色，而車底、鼻翼和前翼的側面部分塗上了黑色。賽車後部，特別是DRS尾翼頂部塗上了紅色，並印有冠名贊助商波兰石油公司奥伦的標誌。尾翼背面則以意大利國旗的顏色著色，並印上了經典的“阿爾法羅密歐”的斜體字。在引擎蓋上，阿尔法·罗密欧的大型標誌被來自1930年代米蘭之家的復古標誌所取代。Quadrifoglio的字樣再次移動到靠近進氣口的位置，而Autodelta的標誌已消失。

## 設計與研發歷史
博塔斯說，在愛快·羅密歐模擬器上運行的C42早期版本與2021年的賽車並沒有顯著不同。
C42的軸距是2022年所有賽車中最短的。側箱設計成水珠形狀，雖然有助於加速車身上方的氣流，因為它會流向汽車後部；但會減少可用於冷卻出口的空間。
前翼延續了車隊的傳統，在外側加上大量波紋，以增强輪胎周圍的外洗效應（Outwash Effect）。前翼下緣的輪廓非常不尋常，與地面形成平行波浪線。前翼通過其上下表面產生的壓力差產生下壓力。前翼形狀在下方產生低壓區，空氣迅速填充，在頂部產生高壓區。這種壓力差會產生向下的力。離地面越近，機翼下方的氣壓就越低。由於前翼上部輪廓的亂流正在減低，因此機翼的底部邊緣更接近地面，從而產生補償效果。
阿爾法羅密歐在前後均使用推桿懸架，與在混能時代已成為標準的前推桿和後拉桿懸架不同。雖然C42的前懸架保留了內側搖桿的傳統推桿系統，但懸架的幾何形狀相當複雜。頂部叉骨的前臂安裝位置比後臂高。車隊選擇在剎車時盡可能把賽車保持水平，以盡可能保留由文丘里隧道產生的地面效應。

## 賽季記錄

### 季前
車隊因C42的可靠性而在巴塞隆納-加泰隆尼亞賽道進行的2022年一級方程式季前測試第一回合測試中表現掙扎。賽車產生了比較嚴重的海豚跳效應（由於地面效應導致賽車產生共振，使汽車快速上下跳動），這構成了駕駛性能和可靠性問題。最終在第一回合的測試中只完成了175圈；總共818（508英里），在十支車隊中排名第九，相當於接近2.7個大獎賽比賽距離，只比哈斯車隊的160圈多。賽車隨後於3月10日至3月12日參加了在巴林国际赛道進行的第二回合季前測試。在三個測試日內，賽車完成了349圈；總共1,889（1,174英里），相當於6.2個大獎賽比賽距離。博塔斯說他們彌補了很多在巴塞羅那失去的測試里程。根據數據，賽車的可靠性一般。在巴林的情況比在巴塞隆納時好。賽車使用在測試中大放異彩的法拉利引擎，可能這能夠幫助他們重返中游。

### 賽季首五站
兩位車手在2022年巴林大獎賽的自由練習中表現出色，維爾特利·鮑達斯更在練習中造出比梅賽德斯快的圈速。鮑達斯表示他跑得很好，用不同的輪胎都跑得很好，然後長距離的速度也很好，并認爲他能夠在排位賽中進入Q3。周冠宇表示一切都進行得非常順利。“這輛車感覺很舒服，當然，還有一些我們需要改進的地方。一切對我來說還是很新鮮的，在排位賽之前還有一些事情需要探索。這是一個充滿希望的開始。”鮑達斯的期望實現了，他和周冠宇分別在排位賽獲得第六名和第十五名。鮑達斯的排位賽成績甚至比取代他在梅賽德斯席位的喬治·羅素的第九名好。在比賽中，兩位車手在起步后都失去位置，鮑達斯甚至失去七個位置。直至第一次換胎后，鮑達斯和周冠宇與梅賽德斯車隊的路易斯·漢米爾頓爭奪位置，但漢米爾頓還是成功地超越他們。直到第45圈艾法托利的皮埃爾·蓋斯利因引擎起火而退賽，導致安全車進場。兩位車手都進站換上新紅胎。安全車退場后，鮑達斯受惠於維斯塔潘因燃油泵問題退賽而上升至第六名完賽，周冠宇則以第十名完賽。周冠宇以第十位完賽，讓他成爲第66位在一級方程式處子秀中得分的車手，也是首位在一級方程式中得分的中國車手。鮑達斯的第六名是阿尔法·罗密欧自2019年巴西大獎賽以來的最佳完賽位置。周冠宇說能處子秀中得分是他夢寐以求的事情。周冠宇對車隊努力工作以最大限度地提高賽車的性能表達感謝，并認爲得分對他們來說是一個巨大的回報。在結果使阿尔法·罗密欧在車隊積分榜中登上第四位，拿到9分。鮑達斯排名第六，周冠宇在車手積分榜排名第十。
在沙地阿拉伯大獎賽排位賽上，鮑達斯獲得第八名，而周冠宇則獲得第十三名。鮑達斯認爲賽車的速度很好，表現十分穩定，對正賽感到樂觀。
在比賽中，鮑達斯在比賽早段保持位置。其後奧康與阿隆索激烈纏鬥，互相交換位置，讓大家都失去不小時間。這讓鮑達斯也能加入戰爭，還一度登上第六名。第36圈，鮑達斯因機械故障而退賽。至於周冠宇，他在起步時就失去許多位置。雪上加霜的是，他在比賽早段嘗試超越亞歷山大·阿爾本時超出了賽道範圍，其後賽會給予他5秒的罰時。周冠宇選擇在第一次進站時接受罰時，但卻因爲車隊維修人員的失誤使罰時不成功，判罰被追加至需要通過維修站一次（Drive-through）。最後周冠宇以第十一名完賽。結果使阿尔法·罗密欧在車隊積分榜中排名跌至第六，奧康排名跌至第九，阿隆索在車手積分榜排名第十四。鮑達斯對退賽感到失望。周冠宇覺得這是一個糟糕的沙地阿拉伯大獎賽。
在澳大利亞大獎賽的排位賽上，鮑達斯獲得第十二名，而周冠宇則獲得第十四名。鮑達斯連續103次參加第三階段排位賽的紀錄在澳大利亞大獎賽上正式總結。鮑達斯以第八名完賽，周冠宇以第十一名完賽。鮑達斯在車手積分榜上跌至第十位。
繼在巴塞隆納舉辦的季前測試第一回合後，一級方程式正式重返歐洲賽區。艾米利亞-羅馬涅大獎賽舉辦了賽季首場衝刺賽。鮑達斯和周冠宇分別在排位賽獲得第八名和第十四名，鮑達斯在第三階段排位賽時引擎故障，引發紅旗並使鮑達斯失去造出更快時間的機會。在衝刺賽中，周冠宇在第一圈時與皮埃爾·蓋斯利發生碰撞，周冠宇撞牆並需要退出比賽，而鮑達斯則以第七名完成衝刺賽。及後車隊在衝刺賽結束後兩小時沒有按賽例圍封周冠宇的賽車，反而在未有賽會工作人員監察下繼續進行維修。因此，周冠宇因違反Parc Fermé規例正賽需在維修區起步。在正賽中，鮑達斯和周冠宇都有一個很好的起步，鮑達斯更在比賽後段與喬治·羅素爭奪第四名，可惜最後失敗而回，只能以第五名完賽。周冠宇一直都追不上其他中游車手的速度，最後以第十五名完賽。艾米利亞-羅馬涅大獎賽後，阿尔法·罗密欧在車隊積分榜中升上第五位，鮑達斯在車手積分榜中升上第八位。
來到邁阿密，鮑達斯繼續有很好的表現。鮑達斯和周冠宇在邁阿密大獎賽排位賽上分別獲得第五和第十七名。在第六圈，周冠宇便因為賽車漏水而需要退賽。鮑達斯一直守在第五名。可惜在第四十九圈，他不小心跑出賽道，讓兩位梅赛德斯的車手超越他，鮑達斯只能以第七名完賽。鮑達斯對比賽結果表示失望，認為安全車出場的時機影響了他的比賽。

## 完整一級方程式參賽成績
(賽果底色示意列表)

粗體－桿位 斜體－最快圈速 * – 賽季進行中 1 2 3 4 5 6 7 8 – 衝刺賽積分名次

† –  車手未完成賽事，但已完成90%的原定賽程，因而有排名 

‡ –  由於未完成預定距離的75％，因此該場比賽只能獲得一半積分 

| 年份   | 底盤              | 動力單元（Power unit） | 輪胎 | 車號 | 車手            | 大獎賽 | 大獎賽 | 大獎賽 | 大獎賽              | 大獎賽 | 大獎賽 | 大獎賽 | 大獎賽   | 大獎賽 | 大獎賽 | 大獎賽 | 大獎賽 | 大獎賽 | 大獎賽 | 大獎賽 | 大獎賽 | 大獎賽 | 大獎賽 | 大獎賽 | 大獎賽 | 大獎賽 | 大獎賽 | 積分 | 名次 |
| 年份   | 底盤              | 動力單元（Power unit） | 輪胎 | 車號 | 車手            | 巴     | 沙     | 澳     | 艾米利亚-罗马涅大区 | 邁     | 西     | 摩     | 阿塞拜疆 | 加     | 英     | 奧     | 法     | 匈     | 比     | 荷     | 義大利 | 新     | 日     | 美     | 墨     | 聖     | 阿布   | 積分 | 名次 |
| ------ | ----------------- | ---------------------- | ---- | ---- | --------------- | ------ | ------ | ------ | ------------------- | ------ | ------ | ------ | -------- | ------ | ------ | ------ | ------ | ------ | ------ | ------ | ------ | ------ | ------ | ------ | ------ | ------ | ------ | ---- | ---- |
| 2022年 | 阿尔法·罗密欧車隊 | 法拉利066/7 1.6公升V6t | P    |      |                 |        |        |        |                     |        |        |        |          |        |        |        |        |        |        |        |        |        |        |        |        |        |        |      |      |
| 2022年 | 阿尔法·罗密欧車隊 | 法拉利066/7 1.6公升V6t | P    | 24   | 周冠宇          | 10     | 11     | 11     | 15                  | Ret    | Ret    | 16     | Ret      | 8      | Ret    | 14     | 16†    | 13     | 14     | 16     | 10     | Ret    | 16     | 12     | 13     | 12     | 12     | 55   | 第6  |
| 2022年 | 阿尔法·罗密欧車隊 | 法拉利066/7 1.6公升V6t | P    | 77   | 瓦尔特里·博塔斯 | 6      | Ret    | 8      | 5 7                 | 7      | 6      | 9      | 11       | 7      | Ret    | 11     | 14     | 20†    | Ret    | Ret    | 13     | 11     | 15     | Ret    | 10     | 9      | 15     | 55   | 第6  |
| 來源:  |                   |                        |      |      |                 |        |        |        |                     |        |        |        |          |        |        |        |        |        |        |        |        |        |        |        |        |        |        |      |      |

## 外部鏈接
- 阿尔法·罗密欧官方網站